# Centruroides platnicki
Espèce
Centruroides platnicki est une espèce de scorpions de la famille des Buthidae.

## Distribution
Cette espèce est endémique des îles Lucayes. Elle se rencontre aux Bahamas et aux Turques-et-Caïques.

## Étymologie
Cette espèce est nommée en l'honneur de Norman I. Platnick.

## Publication originale
- Armas, 1981 : « El genero Centruroides Marx, 1889 (Scorpiones: Buthidae), en Bahamas y Republica Dominicana. » Poeyana, no 223, p. 1-21.